# 広州蜂起
広州蜂起（こうしゅうほうき）は、
1. 孫文ら興中会が1895年に広東省恵州で行った武装蜂起(辛亥革命参照)。「第一次広州起義」とも。日本では恵州事件と称されている。
2. 1927年中国共産党が、広州で起こした武装蜂起。中国共産党側は広州起義と呼称し、中国国民党は広州暴動と呼称する。本項目で記述する。

本項では共産党、国民党のどちらの立場にも立たず、政治的な名称を控え中立的な広州蜂起を用いる。

## 概要
南昌蜂起、秋収蜂起における中国共産党の蜂起の失敗の後、コミンテルンはより一層の武装蜂起の方針を打ち出した。12月11日、中国共産党は中国国民党の軍隊内にいる左派の人間並びに広州の労働者及び農民の組織に対し広州攻撃を働きかけ、蜂起が決行され都市ゲリラ戦が展開された。市街の公共建物や国民革命軍側の拠点が攻撃対象とされ、大部分が共産側に占領された。翌12月12日、張太雷を主席代理として広州ソヴィエト政府の樹立を宣言した。しかし、すぐに広東軍の将軍張発奎が反撃を開始し、12月13日には共産党勢力は広州から撤退を余儀なくされた。